# Rüdiger Rudolph

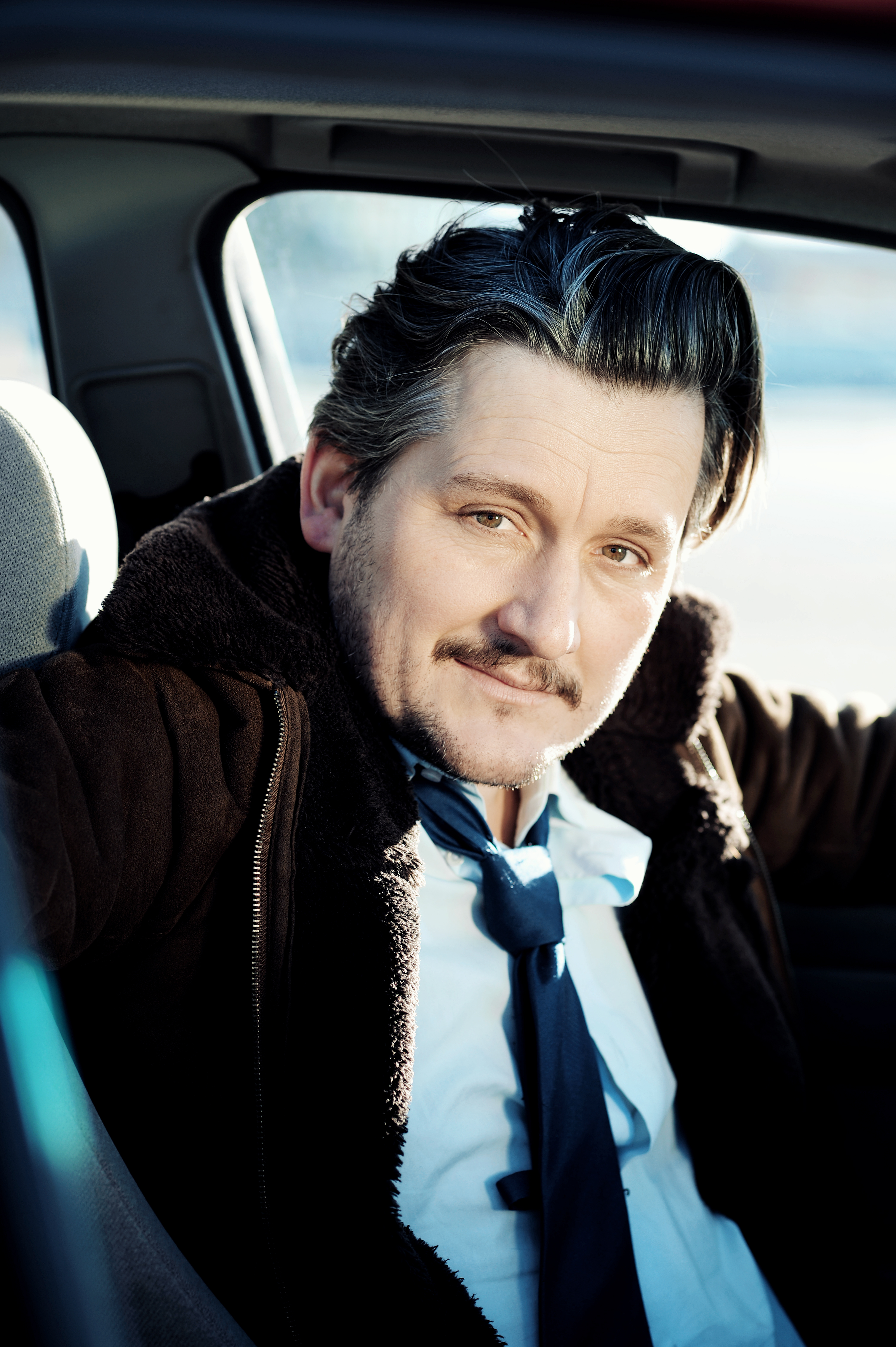
Rüdiger Rudolph

Rüdiger Rudolph (* 8. Juni 1972 in Siegen) ist ein deutscher Schauspieler, Kabarettist, Stand-up-Comedian und Podcaster.

## Leben
Rüdiger Rudolph wurde als Einzelkind in Siegen geboren. Seine Eltern waren beide Rechtsanwälte und Notare in Siegen. Nach dem Abitur am Fürst-Johann-Moritz-Gymnasium Siegen und Zivildienst in der DRK Kinderklinik Siegen auf der Säuglingschirurgie begann er seine Schauspielausbildung von 1992 bis 1995 an der Schule des Theaters Der Keller in Köln. Ab 2000 nahm er an verschiedenen Fortbildungen am Actor´s Centre London teil. Neben seiner Schauspielausbildung arbeitete Rudolph als Taxifahrer in Köln und von 1999 bis 2003 auf dem Flughafen Berlin-Schönefeld bei Lufthansa Catering.
Nach der Schauspielausbildung hatte Rudolph erste Engagements in Celle und Dortmund, bevor er ab 1995 für ein Jahr in Gießen ein Festengagement annahm. In Berlin wurde er für mehrere Nebenrollen in Kinoproduktionen engagiert. Als exaltierter Partygast in Wir (2005) oder als  Zuhälter Horst in Schwarze Schafe (2006). Seit 2005 arbeitet er auch als Stand-up-Comedian und Moderator von Comedy-Shows. Er war 2005 Finalist im Hamburger Comedy Pokal.
Von 2009 bis 2012 hatte Rudolph ein Festengagement bei der Theater und Philharmonie Thüringen an den Spielorten in Altenburg und Gera. In einer Zusammenarbeit mit Amina Gusner schrieb er das Stück Unbehandelt – doch lieber Single für die Konzert Direktion Landgraf, in dem er auch die Hauptrolle spielte. Mit dem Stück ging er von (2014 bis 2018) im deutschsprachigen Raum auf Tournee.
Aktuell ist Rudolph am Kabarett Theater Distel in verschiedenen Produktionen tätig. Seit 2015 produziert Rudolph zusammen mit Berni Mayer einen Podcast, der erst als reiner Fußballpodcast gestartet war und seit 2019 seinen Schwerpunkt auf Popkultur legt. Von 2015 bis 2020 sind 233 Folgen entstanden. Ebenfalls mit Mayer entstand der Podcast Verdammte Erleuchtung, ein Esoterik-Podcast für Skeptiker.
Rüdiger Rudolph ist seit 2008 mit der Schauspielagentin und Musikjournalistin Gabi Rudolph verheiratet. Sie haben 2 Kinder.
Er ist Mitglied im Bundesverband Schauspiel (BFFS).

## Theater (Auswahl)
- 1995: Blut am Hals der Katze, Regie: Peter Rothin, Kammerspiele Köln
- 1995: Robinson & Crusoe, Regie: Severin Lohmer, Schlosstheater Celle
- 1995: Pinocchio, Regie: Christian Kohlmann, Theater Dortmund
- 1996–1997: Festengagement am Stadttheater Gießen
- 1998: Goldkehlchens Traumreise, Regie: Matthias Komm Hansa, Theater Dortmund
- 1999–2000: Der Schauspieldirektor/Mozart, Regie: Bettina Giese, Oper der Stadt Frankfurt/Main
- 2001: Crisis at Global X, Regie: Giles Forman, alchemichal arts, London
- 2005: Lieblingsfarbe Bunt: Regie: Matthias Komm, Friedrichstadtpalast, Berlin
- 2007: Lieblingsfarbe Bunt, Regie: Matthias Komm, Musicaltheater Bremen
- 2007: Dahinter – Szenische Lesung, Regie: Amina Gusner, Theater unterm Dach, Berlin
- 2009: Die Nibelungen, Regie: Amina Gusner, Theater Thüringen
- 2010: Faust, Regie: Amina Gusner, Theater Thüringen
- 2011: Charleys Tante, Regie: Frank Voigtmann, Theater Thüringen
- 2014: Unbehandelt – Doch lieber Single, Regie: Amina Gusner, Theater im Rathaus, Essen
- 2014–2015: Ein Käfig voller Narren, Regie: Bernd Mottl, Bar Jeder Vernunft

## Film & TV (Auswahl)
- 1998: Zoe, Regie: Maren Kea Freese
- 1999: Kalt ist der Abendhauch, Regie: Rainer Kaufmann, Kino
- 2000: Tatort – Das letzte Rodeo, Regie: Peter Ariel, SFB
- 2001: Unser Charlie, Regie: F.J. Gottlieb, ZDF
- 2002: Küstenwache, Regie: Olaf Götz
- 2003: Wir, Regie: Martin Gypkens, Kino
- 2003: Der Gast, Regie: Tom Schildberg, DFFB
- 2003: Stoned – The Wild and Wycked World of Brian Jones, Regie: Stephen Woolley, Kino UK
- 2004: Trigger Tiger, Regie: Salome Machaidze, Kino
- 2006: Schwarze Schafe, Regie: Oliver Rihs, Kino
- 2006: Alienne im Glück, Regie: Sandra Ehlermann, HFF Potsdam
- 2007: Küstenwache, Regie: Zbynek Cerven, ZDF
- 2008: Volles Haus, Regie: Zoltan Spirandelli, Pro7
- 2009: Soko Leipzig, Regie: Jörg Mielich, ZDF
- 2009: Gute Zeiten Schlechte Zeiten, Regie: Michael Ammann, RTL
- 2010: Schloss Einstein, Regie: Sabine Landgräber, KiKa
- 2010: Konterrevolution und Machtergreifung, Regie: Bernd Fischerauer, BR
- 2011: Der Weg zur Macht, Regie: Bernd Fischerauer, BR
- 2012: Bismarck, Regie: Bernd Fischerauer, BR
- 2018: Beck is back, Regie: Ulli Baumann, RTL

## Weitere Produktionen (Auswahl)
- 2006: Soloprogramm Das Geheimnis meines Erfolges (Stand-up-Comedy, Regie: Matthias Komm)
- 2013–2014: Produktion Duo Programm “Monogamie ist auch keine Lösung” für Kabarett Academixer, Leipzig
- seit 2015: Kabarett Theater Distel
- 2016: Glück ist was für starke Nerven (Studioproduktion in Kooperation mit dem Theaterschiff Hamburg)

## Veröffentlichungen
- 2014 “Unbehandelt – Doch lieber Single”, Co-Autor von Amina Gusner